# 2007 en Guinée
2005 en Guinée - 2006 en Guinée - 2007 en Guinée - 2008 en Guinée - 2009 en Guinée
 2005 par pays en Afrique - 2006 par pays en Afrique - 2007 par pays en Afrique - 2008 par pays en Afrique - 2009 par pays en Afrique 

## Chronologie

### Janvier
- 10 janvier : Début de la Grève générale de 2007 en Guinée